# El Desierto (episodio)
El desierto es el trigésimo primer episodio de la serie animada de televisión Avatar: la leyenda de Aang y el decimoprimer capítulo de la segunda temporada.

## Argumento
El grupo se encontraba en el Desierto de Si Wong, luego de que raptaran a Appa. Aang se enfurece con Toph ya que lo dejó ir. Toph responde que no puede ver en la arena y no sintió llegar a los Areneros. Aang decide ir en busca de Appa. Aang se separa del grupo, y Katara decide que deben ir a Ba Sing Se y llevar la información del Eclipse Solar. 
Por otro lado, Zuko y Iroh iban en el Caballo Avestruz, hasta que sintieron un ruido. Eran los Rinocerontes. Iroh al parecer los conoce. Los Rinocerontes los atacan, y Zuko y Iroh se defienden. Escapan por poco.
El grupo seguía caminando, Katara decidió darles agua, que resultó ser la del Pantano. Sokka vio un cactus, y junto a Momo comenzaron a beber el jugo. Después de beber comenzaron a comportarse de una manera extraña. Enloquecieron y Sokka decía incoherencias como "¿Cómo nos metimos en el medio del Océano?". Aang buscaba a Appa, como no se veía rastro de él, enfurecido hizo una gran nube de arena. A lo lejos, el grupo, excepto Toph, vio la nube, y Sokka decía "Un hongo gigante, y parece amigable". 
En el oasis que anteriormente el grupo visitó, Yu y Xin Fu buscaban a Toph, entonces vieron anuncios de "Se Busca" de la Nación del Fuego, y observaron a Zuko y Iroh. 
En el desierto, el grupo seguía y apareció Aang, frustrado por no encontrar a Appa. Katara trató de tranquilizarlo. Todos estaban rendidos, excepto Sokka aún bajo los efectos del Jugo de cactus. Katara hizo que todos se tomaran de las manos. Comenzaron a caminar.
Katara decidió que descansaran, y todos cayeron el suelo. Katara le pidió a Sokka lo que robó de la Biblioteca, y Sokka inculpó a Momo de haberlo acusado de robar. Katara comenzó a ver un mapa de estrellas para tratar de llegar a Ba Sing Se. 
Zuko y Iroh en el mismo bar que el grupo fue antes, buscando ayuda. Iroh entonces vio a un jugador de Pai Sho. Iroh entonces se sienta al lado de él, y comienzan a jugar Pai Sho. Hablaban de tal forma que se entendían entre ellos solamente, Xin Fu se cansó de esperar y trató de capturarlos, pero el jugador de Pai Sho dijo que si los capturarán para obtener oro, entonces todos los que estaban en el bar comenzaron a atacar a Yu y Xin Fu. El jugador de Pai Sho, Zuko y Iroh escaparon.
En el desierto, Momo enterró en arena a Sokka. Katara lo interrumpió diciéndole a Sokka que ya era hora de levantarse. Aang no durmió y de pronto se alegró. ¡Vieron a Appa en el cielo! Pero era solo una nube. Katara entonces le dijo a Aang que recolectara el agua de la nube. Aang, enojado, accedió. Cuando volvió Katara dijo "No pudiste recolectar mucho", esto hizo que Aang le gritara. Siguieron caminando y Toph se tropezó, con uno de los deslizadores de los areneros, que estaba enterrado en la arena, en el cual deciden viajar gracias al aire control de Aang y llegan a unas cuevas las cuales son habitadas por bestias voladoras los cuales tratando de comer a Momo logran que Aang enoje diciendo ¡No dejare se lleven a nadie más! Aang derriba a las bestias de pronto los areneros encuentran el deslizador que el grupo encontró. Toph se da cuenta de que el grupo de areneros son los mismos que robaron a Appa, lo que provoca que Aang se enfurezca y entre en estado Avatar destruyendo el resto de deslizadores de los areneros, mandándolos a volar por los aires, pero como ellos desconocían que el bisonte robado era del Avatar, estos les confiesan al grupo que el bisonte lo vendieron recientemente a unos comerciantes y que posiblemente Appa esta en camino a la capital del Reino Tierra, Ba Sing Se, en medio del caos provocado por Aang, la misma Katara consigue tranquilizarlo y lo consuela por su pérdida, por lo que los areneros les ofrecen al grupo sacarlos del desierto como arrepentimiento por lo que hicieron, por lo que ahora Aang y el resto deciden seguir hacia Ba Sing Se para encontrar a Appa. Por otro lado, el tío Iroh y Zuko logran escapar gracias a la comunidad secreta a la que pertenece el Iroh (que por cierto es un integrante de alto rango de la misma, el Loto Blanco).
- Datos: Q5821706